# Angrboda Tholus
L'Angrboda Tholus è una struttura geologica della superficie di Venere.